# 1876 en Colombie-Britannique
Chronologie de la Colombie-Britannique
- 1872
- 1873
- 1874
- 1875
- 1876
- 1877
- 1878
- 1879
- 1880

Cette page concerne des événements qui se sont produits durant l'année 1876 dans la province canadienne de Colombie-Britannique.

## Politique

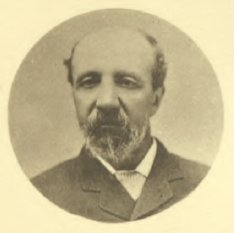
Andrew Charles Elliott

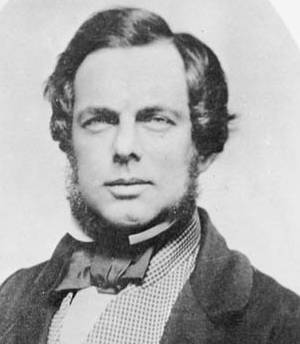
Albert Norton Richards

- Premier ministre : George Anthony Walkem puis Andrew Charles Elliott.
- Lieutenant-gouverneur : Joseph Trutch puis Albert Norton Richards
- Législature : 2e

## Événements
- 10 janvier - ouverture de la première session de la deuxième législative de la Colombie-Britannique.
- 1er février - Andrew Charles Elliott devient premier ministre à la place de George Anthony Walkem.
- 22 février - Andrew Charles Elliott est réélu député provincial de Victoria City face à son adversaire Simeon Duck.
- 11 mars - Forbes George Vernon est réélu député provincial de Yale.
- 19 mai - fin de la première session de la deuxième législative de la Colombie-Britannique.
- 27 juin - Albert Norton Richards devient lieutenant-gouverneur à la place de Joseph Trutch.
- 24 août - William Milby est élu député provincial de Kootenay à la suite de la démission d'Arthur Wellesley Vowell.

## Naissances
- 21 janvier - James Charles Brady, député fédéral de Skeena (1926-1930).